# Finnemore Peak
Finnemore Peak är en bergstopp i Antarktis. Den ligger i Östantarktis. Nya Zeeland gör anspråk på området. Toppen på Finnemore Peak är 2 050 meter över havet, eller 201 meter över den omgivande terrängen. Bredden vid basen är 4,6 km.
Terrängen runt Finnemore Peak är bergig åt nordost, men åt sydväst är den kuperad. Trakten är obefolkad. Det finns inga samhällen i närheten. 